# Włodzimierz Merc
Włodzimierz Merc (ur. 1 sierpnia 1914, zm. 10 czerwca 1974) – polski specjalista w dziedzinie chłodnictwa, profesor Politechniki Łódzkiej.
W latach 1932–1939 studiował na Wydziale Mechanicznym Politechniki Warszawskiej. W roku akademickim 1938/39 pracował w tejże uczelni w Katedrze Kotłów Parowych. Tuż przed wojną przeniósł się do Łodzi. W okresie okupacji pracował początkowo jako monter urządzeń odwodniczych w firmie Linde, w latach 1943–1944 pracował w Warszawie w firmie Warpap, a jesienią 1944 został wywieziony do Niemiec. Po wojnie powrócił do Łodzi i do 1948 roku pracował kolejno w „Społem”, Instytucie Włókienniczym oraz Chłodni Składowej. Od 1948 roku związał się z Politechniką Łódzką.
W 1961 roku obronił pracę doktorską. Na stanowisko profesora nadzwyczajnego został powołany w 1963 roku, a w 1971 otrzymał tytuł profesora zwyczajnego. Był twórcą Katedry Chłodnictwa i następnie organizatorem Instytutu Techniki Cieplnej, którym kierował do końca życia. Był twórcą łódzkiej szkoły chłodnictwa i wymiany ciepła. W tej
dziedzinie także wiele publikował.
Przez 20 lat był delegatem Polski w Komitecie Wykonawczym Międzynarodowego Instytutu Chłodnictwa w Paryżu. Był promotorem kilkunastu doktorów. W latach 1964–1966 był dziekanem Wydziału Mechanicznego Politechniki Łódzkiej, a w okresie 1968–1971 prorektorem Politechniki Łódzkiej. Za zasługi i osiągnięcia otrzymał liczne odznaczenia.